# Daguioman
Daguioman es un municipio de la provincia de El Abra, Filipinas. Según el censo de 2007, tiene una población de 1.916 personas repartidas entre 324 casas.
Se encuentra a una altitud de 1,000 metros sobre el nivel del mar.

## Barangayes
Daguioman está políticamente dividida en 4 barangayes, 3 rurales y 1 urbano.
| Barangay        | Población (2007) |
| --------------- | ---------------- |
| Ableg           | 207              |
| Cabaruyan       | 439              |
| Pikek           | 328              |
| Tui (Población) | 942              |